# Världsmästerskapet i volleyboll för klubblag (damer)
Världsmästerskapet i volleyboll för klubblag är en internationell volleybolltävling för damlag som arrangeras av  Fédération Internationale de Volleyball (FIVB), volleybollens världsorganisation. Tävlingen skedde första gången 1991 i Brasilien. Den hölls inte mellan 1995 och 2009, men har hållits årligen sedan världsmästerskapet i volleyboll för klubblag 2010 (förutom 2020 som ställdes in p.g.a. COVID-19). 
Det nuvarande tävlingsformatet innebär att åtta lag tävlar om titeln på olika arenor i värdlandet under ungefär en vecka. Lagen som deltar är vinnarna av de olika kontinentmästerskapen (Asien, Afrika, Sydamerika och Europa), ett inbjudet lag från Nordamerika, ett lag från värdstaden samt ytterligare lag som bjuds in genom wild card
De regerande mästarna är Eczacıbaşı SK (Turkiet) som slog Vakıfbank SK med 3–2 i finalen 2023. Turkiska lag har varit de mest framgångsrika i turneringen.

## Resultat
| Säsong                                            | Säsong    | Podium                | Podium                     | Podium                                       | Podium                     |
| År                                                | Spelplats | Guld                  | Silver                     | Brons                                        | Fyra                       |
| ------------------------------------------------- | --------- | --------------------- | -------------------------- | -------------------------------------------- | -------------------------- |
| 1991                                              | São Paulo | Sadia EC              | São Caetano EC             | HAOK Mladost                                 | Volley Modena              |
| 1992                                              | Jesi      | Olimpia Teodora       | Minas Tênis Clube          | VK Uralochka-NTMK                            | GS Brogliaccio             |
| 1994                                              | São Paulo | Leites Nestlé         | PVF Matera                 | ADC Bradesco                                 | VK Uralochka-NTMK          |
| 2010                                              | Doha      | Fenerbahçe SK         | Osasco Voleibol Clube      | Volley Bergamo                               | Mirador Deporte y Casal    |
| 2011                                              | Doha      | Rabitä Baku           | Vakıfbank SK               | Osasco Voleibol Clube                        | Mirador Deporte y Casal    |
| 2012                                              | Doha      | Osasco Voleibol Clube | Rabitä Baku                | Fenerbahçe SK                                | Lancheras de Cataño        |
| 2013 mer information                              | Zürich    | Vakıfbank SK          | Rio de Janeiro Vôlei Clube | Guangdong Evergrande                         | Voléro Zürich              |
| 2014 mer information                              | Zürich    | ZHVK Dinamo Kazan     | Osasco Voleibol Clube      | SESI-SP                                      | Voléro Zürich              |
| 2015 mer information                              | Zürich    | Eczacıbaşı SK         | VK Dinamo Krasnodar        | Voléro Zürich                                | Rio de Janeiro Vôlei Clube |
| 2016 mer information                              | Manila    | Eczacıbaşı SK         | Volleyball Casalmaggiore   | Vakıfbank SK                                 | Voléro Zürich              |
| 2017 mer information                              | Kobe      | Vakıfbank SK          | Rio de Janeiro Vôlei Clube | Voléro Zürich                                | Eczacıbaşı SK              |
| 2018 mer information                              | Shaoxing  | Vakıfbank SK          | Minas Tênis Clube          | Eczacıbaşı SK                                | Praia Clube                |
| 2019 mer information                              | Shaoxing  | Imoco Volley          | Eczacıbaşı SK              | Vakıfbank SK                                 | AGIL Volley                |
| Tävlingen ej spelad 2020 p.g.a. Covid-19-pandemin |           |                       |                            |                                              |                            |
| 2021 mer information                              | Ankara    | Vakıfbank SK          | Imoco Volley               | Fenerbahçe SK                                | Minas Tênis Clube          |
| 2022 mer information                              | Antalya   | Imoco Volley          | Vakıfbank SK               | Eczacıbaşı SK                                | Minas Tênis Clube          |
| 2023 mer information                              | Hangzhou  | Eczacıbaşı SK         | Vakıfbank SK               | Tianjin                                      | Praia Clube                |
| 2024 mer information                              | Hangzhou  | Imoco Volley          | Tianjin                    | Unione Sportiva Pro Victoria Pallavolo Monza | Praia Clube                |
| 2025                                              |           |                       |                            |                                              |                            |

## Medaljliga
| Pos. | Lag                                          | Guld | Silver | Brons | Fyra |
| ---- | -------------------------------------------- | ---- | ------ | ----- | ---- |
| 1    | Vakıfbank SK                                 | 4    | 3      | 2     | -    |
| 2    | Eczacıbaşı SK                                | 3    | 1      | 2     | 1    |
| 3    | Imoco Volley                                 | 3    | 1      | -     | -    |
| 4    | Osasco Voleibol Clube                        | 1    | 2      | 1     | -    |
| 5    | Rabitä Baku                                  | 1    | 1      | -     | -    |
| 6    | Fenerbahçe SK                                | 1    | -      | 2     | -    |
| 7    | Leites Nestlé                                | 1    | -      | -     | -    |
|      | Olimpia Teodora                              | 1    | -      | -     | -    |
|      | Sadia EC                                     | 1    | -      | -     | -    |
|      | ZHVK Dinamo Kazan                            | 1    | -      | -     | -    |
| 11   | Minas Tênis Clube                            | -    | 2      | -     | 2    |
| 12   | Rio de Janeiro Vôlei Clube                   | -    | 2      | -     | 1    |
| 13   | Tianjin                                      | -    | 1      | 1     | -    |
| 14   | PVF Matera                                   | -    | 1      | -     | -    |
|      | São Caetano EC                               | -    | 1      | -     | -    |
|      | VK Dinamo Krasnodar                          | -    | 1      | -     | -    |
|      | Volleyball Casalmaggiore                     | -    | 1      | -     | -    |
| 18   | Voléro Zürich                                | -    | -      | 2     | 3    |
| 19   | VK Uralochka-NTMK                            | -    | -      | 1     | 1    |
| 20   | ADC Bradesco                                 | -    | -      | 1     | -    |
|      | Guangdong Evergrande                         | -    | -      | 1     | -    |
|      | HAOK Mladost                                 | -    | -      | 1     | -    |
|      | SESI-SP                                      | -    | -      | 1     | -    |
|      | Unione Sportiva Pro Victoria Pallavolo Monza | -    | -      | 1     | -    |
|      | Volley Bergamo                               | -    | -      | 1     | -    |
| 26   | Praia Clube                                  | -    | -      | -     | 3    |
| 27   | Mirador Deporte y Casal                      | -    | -      | -     | 2    |
| 28   | AGIL Volley                                  | -    | -      | -     | 1    |
|      | GS Brogliaccio                               | -    | -      | -     | 1    |
|      | Lancheras de Cataño                          | -    | -      | -     | 1    |
|      | Volley Modena                                | -    | -      | -     | 1    |

## Mest värdefulla spelareper turnering
- 1991 –  Ida Alvares (Sadia São Paulo)
- 1992 –  Ana Flávia Sanglard (Minas Tênis Clube)
- 1994 –  Ana Moser (Leite Moça Sorocaba)
- 2010 –  Katarzyna Skowrońska-Dolata (Fenerbahçe)
- 2011 –  Nataša Osmokrović (Rabita Baku)
- 2012 –  Sheilla Castro (Osasco)
- 2013 –  Jovana Brakočević (Vakıfbank İstanbul)
- 2014 –  Jekaterina Gamova (Dinamo Kazan)
- 2015 –  Jordan Larson (Eczacıbaşı SK)
- 2016 –  Tijana Bošković (Eczacıbaşı SK)[21]
- 2017 –  Zhu Ting (Vakıfbank İstanbul)[22]
- 2018 –  Zhu Ting (Vakıfbank İstanbul)
- 2019 –  Paola Egonu (Imoco Volley Conegliano)
- 2021 -  Isabelle Haak (Vakıfbank İstanbul)
- 2022 -  Isabelle Haak (Imoco Volley Conegliano)
- 2023 -  Tijana Bošković (Eczacıbaşı SK)
- 2024 -  Isabelle Haak (Imoco Volley Conegliano)